# Дэвисон, Розанна
Розанна Диана Дэвисон (англ. Rosanna Diane Davison) — ирландская модель и победительница конкурсов «Мисс Ирландия 2003» и «Мисс Мира 2003».

## Биография

### Ранняя жизнь
Родилась в 1984 году в семье Криса де Бурга (урождённого Кристофера Джона Дэвисона) и его супруги  Дианы. Училась в начальной школе Аравон, графство Уиклоу. Имеет  степень по социологии и истории искусства Университетского колледжа Дублина.

### Карьера
В 2012 году снялась для немецкой версии журнала Playboy.

### Личная жизнь
Дочь музыканта Криса де Бурга. Он посвятил ей песню под названием  For Rosanna  с альбома Into the Light 1986  года.
С 2008 года состоит в отношениях с Уэсли Квирком. Они обручились в 2013 году и поженились в 2014-м. У пары был медовый месяц на Сейшельских островах. У супругов трое детей — дочь София Роуз Квирк (род. 21 ноября 2019) и сыновья-близнецы Хьюго Квирк и Оскар Квирк (род. 18 ноября 2020).

## Фильмография
- Harry Hill: An Audience with Harry Hill (2004)
- Comic Relief: Red Nose Night Live 05 (2005)
- Miss Great Britain Final 2010 (2011)
- Ringsend (2017)
- The Wake (2017)